# 民法第709条
『民法第709条』は、ミオヤマザキの1枚目のシングル。2014年12月24日にエピックレコードジャパンから発売された。

## 概要
シングル発売に先駆けて12月14日からiTunesでフル配信された。ディスクジャケットに石田純一の写真が使われている。709枚完全生産限定盤は「メジャー・デビュー記念メモリアルパッケージ」仕様＋レミアム・ライブイベント招待状封入。

## 収録曲
全作詞・作曲：ミオヤマザキ　編曲：タナカアキヒサ
1. 民法第709条 [3:39][1]
  - 不倫をテーマにした曲。MVではお笑いコンビ『ラフレクラン』の西村真二が演じる旦那の不倫を題材に、不倫相手や妻の目線から描かれたトリックムービー風の内容だったが、過激な描写も多く賛否両論のコメントが殺到し、公開から約三日で公開中止となった[3][4]。
2. 史上最幸のクリスマス [11:39][1]